# Marraque
El Marraque es una localidad y pedanía española perteneciente al municipio de Rioja, en la provincia de Almería. Está situada en la parte noroccidental de la comarca Metropolitana de Almería. Cerca de esta localidad se encuentran los núcleos de Rioja capital, Benahadux, Pechina y El Chuche.

## Geografía física

### Ubicación
El Marraque se encuentra a 2 km al sur de la cabecera municipal.

### Clima
El clima según la clasificación climática de Köppen es BSk, también llamado clima estepario

## Historia
Existen registros de que el lugar ha estado habitado al menos desde 1887. La primera escuela llegó al lugar durante el Primer bienio de la Segunda República española.

## Geografía humana

### Demografía
Datos de población de los últimos años, según el INE español:
| Gráfica de evolución demográfica de Marraque entre 2000 y 2023 |
|                                                                |
| Datos según el nomenclátor publicado por el INE.               |

### Comunicaciones

#### Conexiones
Carreteras
El Marraque se ubica junto a la carretera AL-3117, que la comunica en pocos kilómetros con la cabecera municipal y Pechina, y que le ofrece un acceso rápido a las A-92, A-7 y N-340a.
Ferrocarril
La estación ferroviaria en servicio más cercana es la estación de Gádor.